# Losevocika, Semenivka
Losevocika (în ucraineană Лосевочка) este un sat în comuna Stara Hutka din raionul Semenivka, regiunea Cernihiv, Ucraina.

## Demografie
Componența lingvistică a localității Losevocika
     Ucraineană (100%)
Conform recensământului din 2001, toată populația localității Losevocika era vorbitoare de ucraineană (100%).